# Labioporella howensis
Labioporella  howensis is een mosdiertjessoort uit de familie van de Steginoporellidae. De wetenschappelijke naam van de soort is voor het eerst geldig gepubliceerd in 1905 door Maplestone.